# Jeff wraca do domu
Jeff wraca do domu (ang. Jeff, Who Lives at Home) – amerykański komediodramat z 2011 roku oparty na scenariuszu i reżyserii Jaya i Marka Duplassów. Wyprodukowany przez Paramount Vantage.
Premiera filmu miała miejsce 14 września 2011 roku podczas 36. Międzynarodowego Festiwalu Filmowego w Toronto, a sześć miesięcy później 16 marca 2012 roku w Kanadzie i w Stanach Zjednoczonych. W Polsce został wydany na DVD pod tytułem : Jeff, który dorósł. Premiera DVD odbyła się 14 listopada 2012 roku. Dystrybutor: Imperial CinePix.

## Opis fabuły
Trzydziestoletni Jeff (Jason Segel) uważa, że światem rządzi ślepy los. Nie ma ambicji, a czas spędza tylko w domu. Starszy brat Jeffa, Pat (Ed Helms), jest odnoszącym sukcesy yuppie, który podejrzewa żonę o zdradę. Tymczasem ich matka, Sharon (Susan Sarandon) ma nowego adoratora.

## Obsada
- Jason Segel jako Jeff
- Ed Helms jako Pat
- Susan Sarandon jako Sharon Thompkins
- Judy Greer jako Linda
- Rae Dawn Chong jako Carol
- Steve Zissis jako Steve
- Evan Ross jako Kevin

i inni